# Porosphaerellopsis sporoschismophora
Porosphaerellopsis sporoschismophora är en svampart som först beskrevs av Samuels & E. Müll., och fick sitt nu gällande namn av E. Müll. & Samuels 1982. Porosphaerellopsis sporoschismophora ingår i släktet Porosphaerellopsis, klassen Sordariomycetes, divisionen sporsäcksvampar och riket svampar.   Inga underarter finns listade i Catalogue of Life.